# Вязов, Владимир Семёнович
Владимир Семёнович Вязов (3 апреля 1956 — 26 марта 2004) — советский хоккеист, защитник.

## Биография
Воспитанник горьковского хоккея. Проведя армейскую службу в команде первой лиги СКА МВО Липецк (1974/75 — 1975/76), девять сезонов отыграл в высшей лиге за «Торпедо» Горький - 354 игры, 39 шайб. В конце 1984 года получил тяжёлую травму. Вернулся в 1986 году, отыграв один сезон в первой лиге за «Сокол» Новочебоксарск.
Чемпион Европы среди юниорских команд 1975 года.
Работал тренером в Нижнем Новгороде. Скончался в марте 2004 года. Похоронен на Ново-Сормовском кладбище.